# Territorio Libero di Trieste
Il Territorio Libero di Trieste (in inglese Free Territory of Trieste; in serbo-croato Slobodni Teritorij Trsta), o TLT, fu uno Stato indipendente previsto dall'articolo 21 del trattato di pace tra l'Italia e gli alleati dopo la fine della seconda guerra mondiale, confinante con l'Italia e la Jugoslavia. Il TLT includeva circa 375000 abitanti (290000 italiani, 70000 sloveni, 11000 croati e quasi 5000 di altre nazionalità); i suoi confini erano la città di Trieste, a nord il litorale fino al Timavo, e a sud parte dell'Istria occidentale fino al fiume Quieto.
A norma del trattato, il Territorio Libero di Trieste avrebbe dovuto essere demilitarizzato e neutrale, governato inizialmente - secondo le previsioni normative - da uno Strumento per il regime provvisorio, redatto dal Consiglio dei ministri degli esteri e approvato con la risoluzione 16 dal Consiglio di sicurezza dell'ONU. Tale Strumento sarebbe rimasto in vigore fino alla data che il Consiglio di sicurezza avrebbe determinato per l'entrata in vigore di uno Statuto permanente, allegato al trattato di Parigi. In immediata successione si sarebbero dovute creare le forme di governo necessarie per il funzionamento dello Stato (un Governatore, un Consiglio di Governo, un'Assemblea popolare elettiva e un Corpo giudiziario), nonché eleggere un'assemblea costituente che avrebbe dovuto approntare la nuova costituzione del TLT. L'ONU avrebbe comunque mantenuto dei poteri di controllo sul TLT tramite il Consiglio di sicurezza. Era previsto anche un porto franco, a sua volta amministrato da uno Strumento internazionale.
Nella pratica, tuttavia, il TLT non fu mai costituito come Stato autonomo e risultò fin da subito diviso in due zone, denominate A e B, affidate all'amministrazione militare rispettivamente alleata e jugoslava. Tale situazione ebbe fine de facto nel 1954, quando la zona A fu unita all'Italia e la zona B fu unita alla Jugoslavia, e de iure nel 1975, con il trattato di Osimo tra i due Stati, ratificato dai rispettivi Parlamenti nel 1977.

## Storia

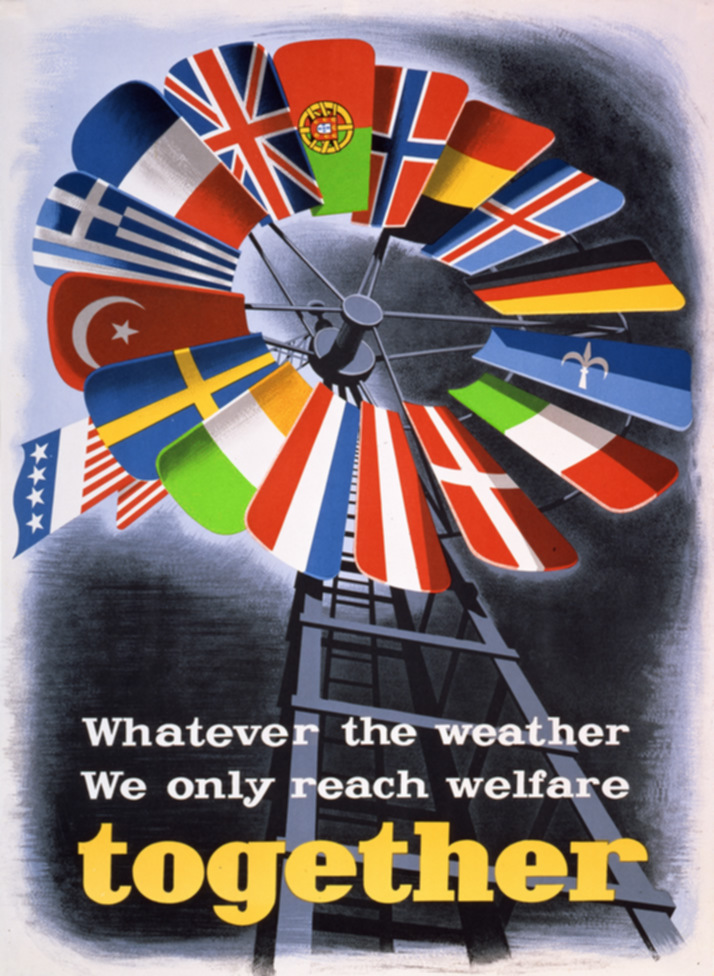
Manifesto per il Piano Marshall, tra le bandiere europee occidentali è inclusa anche quella del Territorio Libero di Trieste, erroneamente raffigurata con campo blu invece che rosso

Il Territorio Libero di Trieste fu previsto nel 1947 all'interno del trattato di pace con l'Italia alla fine della seconda guerra mondiale.
Secondo l'articolo 21 del trattato, il TLT sarebbe stato riconosciuto dagli Alleati e dall'Italia, e la sua integrità e indipendenza sarebbero state assicurate dal Consiglio di sicurezza delle Nazioni Unite.
La mancata entrata in vigore dello statuto permanente e la mancata nomina del governatore e degli altri organi di governo del TLT determinarono uno stallo che mise in dubbio fra gli studiosi di diritto internazionale l'effettiva esistenza di uno Stato denominato Territorio Libero di Trieste, carente di uno degli elementi costitutivi per essere definito tale – la sovranità – e soggetto perennemente a un governo provvisorio militare. In tale situazione sorsero teorie internazionalistiche minoritarie secondo cui, non essendo mai sorto un TLT indipendente come previsto dal trattato di pace, l'Italia non avrebbe mai perso la propria sovranità su tutto il territorio.
Di contro, la teoria predominante considerò parimenti l'insussistenza di uno Stato definibile come Territorio Libero di Trieste, essendo il territorio assoggettato a un regime di occupazione militare, senza essere nel frattempo soggetto a una sovranità statale. È peraltro da rilevare che – pur essendo minoritaria in dottrina – la tesi secondo la quale la sovranità italiana sul TLT non venne mai meno venne definita "preferibile" nella sentenza n. 53 del 1964 della Corte costituzionale, che all'epoca comprendeva alcuni fra i massimi giuristi italiani quali Aldo Mazzini Sandulli e Costantino Mortati.
Il TLT era diviso in due zone:
- la Zona A di 222,5 km² e circa 310 000 abitanti (di cui, secondo stime alleate, 63 000 sloveni) partiva da San Giovanni di Duino, comprendeva la città di Trieste e terminava presso Muggia ed era amministrata dal governo militare alleato;
- la Zona B (capoluogo Capodistria) comprendente la parte nord-occidentale dell'Istria, di 515,5 km² e circa 68 000 abitanti (51 000 italiani, 8 000 sloveni e 9 000 croati secondo le stime della Commissione Quadripartita delle Nazioni Unite), amministrata dall'esercito jugoslavo;
  - la Zona B era, a propria volta, divisa in due parti: i distretti di Capodistria e di Buie, separati dal torrente Dragogna, che segnava il confine tra le repubbliche jugoslave di Croazia e Slovenia.

Il vizio all'origine del TLT stava nell'asimmetria delle amministrazioni. La Zona A era affidata in amministrazione a potenze che non confinavano con esso (britannici e statunitensi), la Zona B ad uno Stato confinante, la Jugoslavia, che nutriva l'ambizione dichiarata di annettersi l'intero territorio. In pratica non funzionò mai come un vero Stato indipendente. Il suo funzionamento dipendeva dalla nomina di un Governatore da parte del Consiglio di sicurezza delle Nazioni Unite. La scelta del Governatore si protrasse per vari anni e i diversi nomi proposti furono sistematicamente oggetto di veto da parte sia degli anglo-americani sia dei sovietici.
Nel 1952 nella Zona A alcune competenze (fra cui il Direttorato delle finanze e dell'economia), vennero affidate a dirigenti nominati direttamente dal governo italiano. Il 5 e 6 novembre 1953 vi furono a Trieste violenti scontri di piazza da parte di coloro che reclamavano la riunificazione della città all'Italia. Nella rivolta di Trieste finirono uccisi sei cittadini, cui è stata successivamente conferita un'onorificenza dal governo italiano. Nel 2023, 70 anni dopo la rivolta, viene conferita dal comune la Civica Benemerenza del Comune alla memoria dei Caduti.

### La spartizione
La situazione di stallo trovò de facto una soluzione con gli accordi di Londra del 1954, e de iure definitivamente nel 1975 quando, tramite il trattato di Osimo, Italia e Jugoslavia incorporarono formalmente le zone A e B.
Il 5 ottobre 1954 venne firmato a Londra un memorandum d'intesa in cui Italia e Jugoslavia si spartivano provvisoriamente il Territorio (testo), con il passaggio della Zona A all'amministrazione civile italiana e la Zona B a quella jugoslava: la linea di demarcazione fra le due zone venne però spostata a favore della Jugoslavia. Precedentemente essa tagliava l'abitato di Albaro Vescovà (Škofije) e proseguendo all'interno della penisola muggesana arrivava sino ad Ancarano, lasciando nella Zona A le frazioni di Valdoltra, Elleri, Crevatini (Hrvatini) e Plavia (Plavje): a seguito della stipula del Memorandum d'intesa anche questi centri abitati furono assegnati alla Jugoslavia.
Il passaggio dei poteri dall'amministrazione alleata a quella italiana avvenne il 25 ottobre 1954.
Nel 1975 il nuovo trattato di Osimo (ratificato nel 1977) dava copertura giuridica allo status quo tra Italia e Jugoslavia.
L'ordine del giorno dell'ONU per la nomina del Governatore del TLT venne quindi rimosso il 9 gennaio 1978, a seguito di esplicita richiesta dei rappresentanti italiano e jugoslavo.

## Comandanti di zona del TLT
Lista dei comandanti di zona del TLT suddivisi nelle due zone d'occupazione:

### Zona A
- 16 settembre 1947 - 31 maggio 1951: Sir Terence Sydney Airey (Regno Unito)
- 31 maggio 1951 - 26 ottobre 1954: Sir Thomas Winterton (Regno Unito)

### Zona B
- 15 settembre 1947 - marzo 1951: Mirko Lenac
- marzo 1951 - 26 ottobre 1954: Miloš Stamatović
- Comandante della polizia jugoslava (zona B): Anton Ukmar

## Lingue e gruppi linguistici

### Zona A
Ecco le lingue e i gruppi linguistici nella zona A, secondo le stime approssimative del Governo Militare Alleato fatte nel 1949:
| Etnia    | Numero di abitanti | Percentuale |
| -------- | ------------------ | ----------- |
| Italiani | 239 200            | 79%         |
| Sloveni  | 63 000             | 21%         |
| Totale   | 302 000            | 100%        |

Inoltre erano presenti 5 000 soldati statunitensi della TRUST (TRieste United States Troops) e 5 000 soldati britannici della BETFOR (British Element Trieste FORce).

### Zona B

Stemma utilizzato nella zona B.

Secondo le stime della Commissione internazionale inviata dalle quattro potenze nel 1946, le lingue e i gruppi linguistici nella Zona B erano costituiti da:
| Etnia            | Numero di abitanti | Percentuale |
| ---------------- | ------------------ | ----------- |
| Italiani         | 51 000             | 75 %        |
| Sloveni e croati | 17 000             | 25 %        |
| Totale           | 68 000             | 100 %       |

Inoltre erano presenti 5 000 soldati dell'Armata Popolare Jugoslava.

## Forze armate e di polizia del TLT

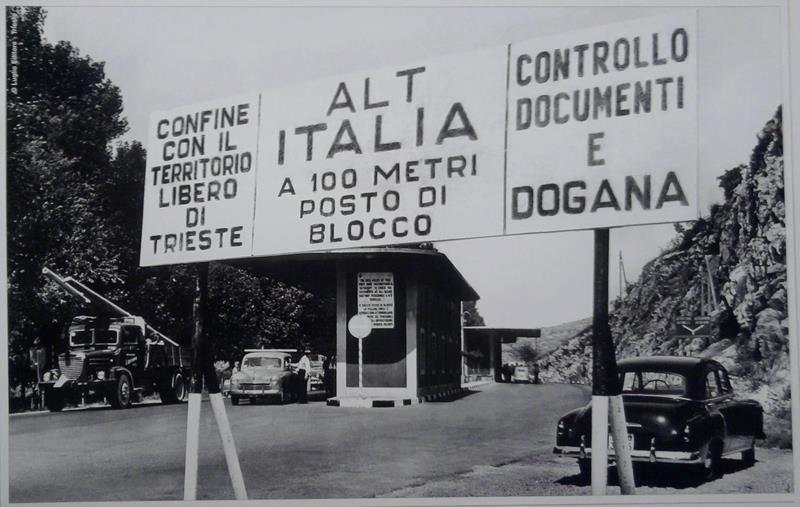
Il confine tra Italia e Territorio Libero di Trieste sulla SS 14 tra Monfalcone e Duino-Aurisina.

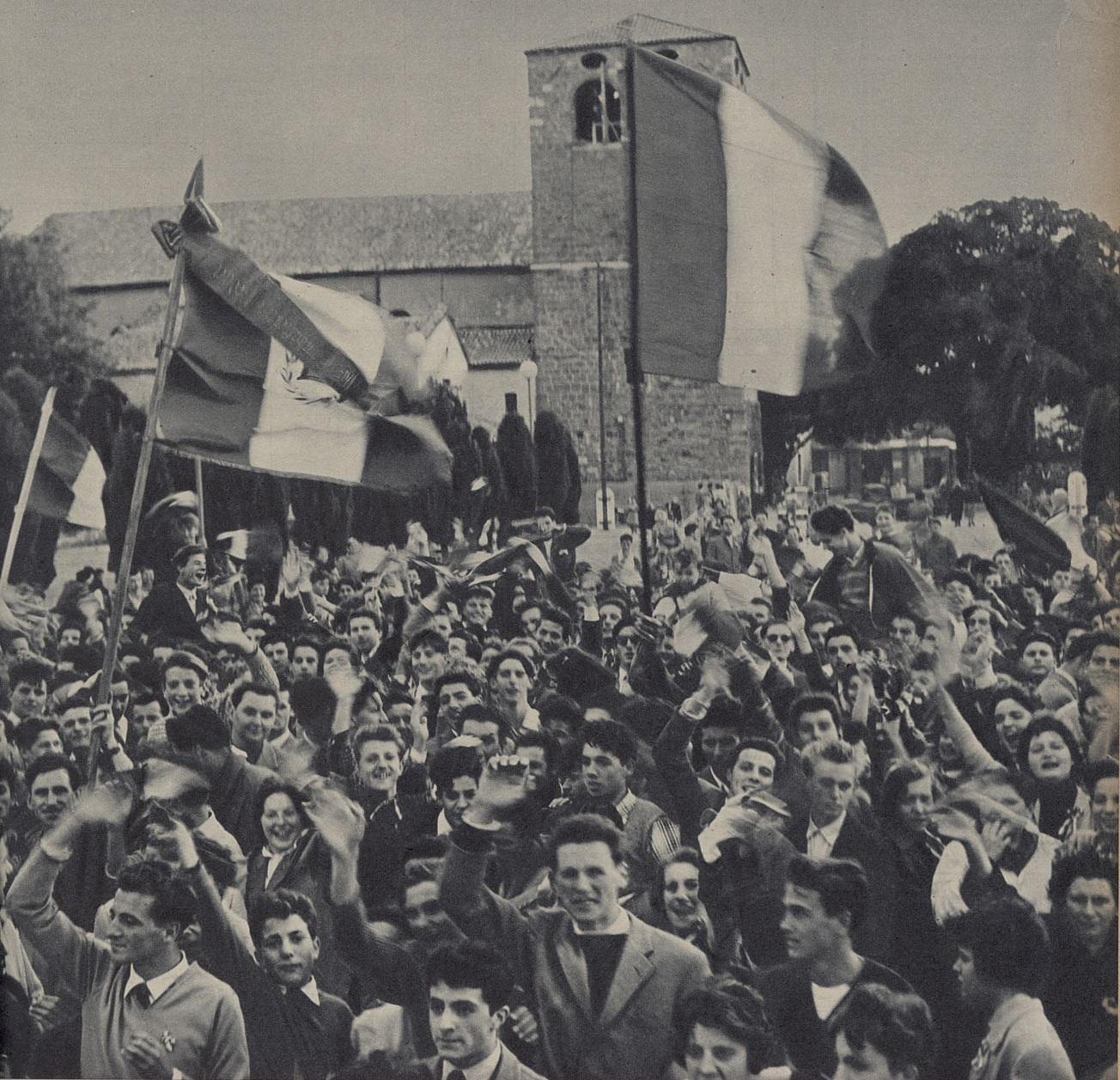
Festeggiamenti per la riannessione di Trieste all'Italia, davanti alla Cattedrale di San Giusto, 1954

### Zona A
- Polizia militare alleata
- TRUST (TRieste United States Troops)

351st Infantry Regiment, su:
Comando e Compagnia Comando
Compagnia Servizi
Compagnia Mortai Pesanti
Compagnia Carri
Tre battaglioni di fanteria, ciascuno su Compagnia Comando, tre compagnie fucilieri e compagnia armi pesanti.
Unità di supporto, tra cui:
88th Reconnaissance company
12th Field Artillery battery
517th Combat Engineer company
281st Military Police Service company
7106th Engineer Service company
23rd Ordnance Maintenance company
508th Signal company
23rd Quartermaster company
9th Transportation Truck company
7th Station Hospital,
98th Army Band
7101st General Depot Headquarters company.
- BETFOR (British Element Trieste FORce)

24th Guards Brigade, poi 24th Infantry Brigade, sui seguenti battaglioni (a rotazione):
1st Scots Guards (Maggio 1945 - Maggio 1946)
2nd Coldstream Guards (Maggio 1945 - Maggio 1946)
1st London Irish Rifles (Maggio 1945 - Dicembre 1946)
1st London Scottish (Maggio 1945 - Dicembre 1946)
9th Royal Fusiliers (Maggio 1945 - Dicembre 1946)
1st King's Own Regiment (Maggio 1945 - Maggio 1950)
7th North Staffordshire Regiment (Novembre 1945 - Agosto 1946)
2nd Monmouthshire Regt (Marzo 1946 – Settembre 1946)
4th Dorset Regiment (Aprile 1946 - Settembre 1946)
Royal Northumberland Fusiliers (Aprile 1946 - Settembre 1946)
1st Royal Sussex Regiment (Aprile 1946 - Giugno 1947)
1st Welch Regiment (Aprile 1946 - Giugno 1947)
2nd Queen's Own Cameron Highlanders (Agosto 1946 – Marzo 1947)
1st Worcester Regiment (Agosto 1946 - Maggio 1947)
1st Ox & Bucks Light Infantry (Maggio 1947)
2nd Essex Regiment (Agosto 1946 - Maggio 1947)
1st Border Regiment (Ottobre 1946 - Marzo 1947
2nd Royal Scots (Giugno 1947 - Dicembre 1948)
2nd South Lancashire Regiment (Settembre 1947 - Febbraio 1951)
1st Cameronians (Dicembre 1948 - Dicembre 1949)
1st Northamptonshire Regiment (Novembre 1949 - Settembre 1952)
1st South Lancashire Regiment (Maggio 1950 - Febbraio 1951)
1st North Staffordshire Regt (Febbraio 1951 - Giugno 1953)
1st Loyal Regiment (Febbraio 1951 - Ottobre 1954)
1st Suffolk Regiment (Maggio 1953 - Agosto 1954)
2nd Lancashire Fusiliers (Giugno 1953 - Ottobre 1954)
Unità di supporto, tra cui:
BETFOR Signal Squadron, Royal Signals Corps
66th Independent Field Squadron, Royal Engineers
342nd Army Troop Squadron, Royal Engineers
227th Provost Company, Royal Military Police
S" Field Battery - 12th Anti-Tank Regiment, Royal Artillery
BETFOR Detachment, Royal Ordnance Corps
768th Static Workshop, Royal Electrical & Mechanical Engineers
20th Infantry Workshop, Royal Electrical & Mechanical Engineers
83rd General Military Hospital, Royal Army Medical Corps
Trieste Security Office, Intelligence Corps
65th Company, Royal Army Service Corps
- Guardia di finanza del TLT
- Polizia amministrativa
- Polizia Civile: Venezia Giulia Police Force

### Zona B
- Armata Popolare Jugoslava  Jugoslavia

## Comuni
Il territorio era diviso in 18 comuni, la bandiera accanto al comune indica se attualmente si trova in  Italia,  Slovenia o  Croazia:
Zona A:
- Duino-Aurisina (Devin-Nabrežina)
- Sgonico (Zgonik)
- Monrupino (Repentabor)
- Trieste (Trst)
- Muggia (Milje)
- San Dorligo della Valle (Dolina)

Zona B:
- Villa Decani (Dekani)
- Capodistria (Koper)
- Isola d'Istria (Izola)
- Pirano (Piran)
- Maresego (Marezige)
- Monte di Capodistria (Šmarje)
- Umago (Umag)
- Buie (Buje)
- Verteneglio (Brtonigla)
- Grisignana (Grožnjan)
- Cittanova d'Istria (Novigrad)

## Politica

### Zona A
Nella zona A, con l'autorizzazione dell'AMGOT, si svolsero le elezioni amministrative triestine del 1949 basate sulla legge elettorale italiana e nel 1952 vennero indette le seconde e ultime elezioni. I partiti che vi parteciparono furono:
- Blocco Triestino
- Fronte dei Monarchici e dei Qualunquisti
- Fronte dell'Indipendenza per il Libero Stato Giuliano
- Fronte Popolare Italo-Sloveno
- Lega Democratica Slovena
- Lista Nazionale Slovena
- Movimento Sociale Italiano
- Partito Comunista del Territorio Libero di Trieste, sezione triestina del Partito Comunista Italiano e del Partito Comunista di Slovenia
- Partito Democratico Cristiano, sezione triestina della Democrazia Cristiana
- Movimento Autonomo Giuliano
- Partito Liberale Italiano
- Partito Nazionale Monarchico
- Partito Repubblicano Italiano
- Partito Socialista Italiano
- Partito Socialista della Venezia Giulia, sezione triestina del Partito Socialista Democratico Italiano

### Zona B
I partiti della zona B erano:
- Fronte Popolare Italo-Sloveno
- Lega Democratica Slovena
- Partito Comunista del Territorio Libero di Trieste, sezione triestina del Partito Comunista Italiano e del Partito Comunista di Slovenia, attivo fino al 1949